# NGC 2818
NGC 2818 est une nébuleuse planétaire située dans la constellation de la Boussole. Elle a été découverte par l'astronome écossais James Dunlop en 1826.

## Observation
Avec une magnitude visuelle apparente de 9,6, on peut l'observer avec des jumelles dont l'ouverture est d'au moins 80 mm ou avec un petit télescope.

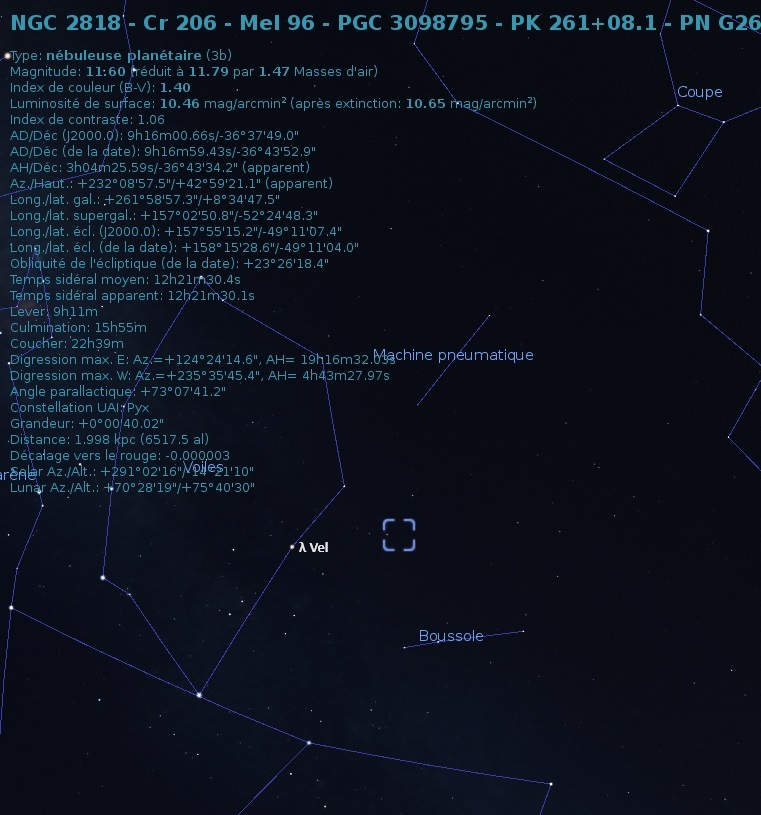
Localisation de NGC 2818 dans la constellation de la Boussole (Stellarium).

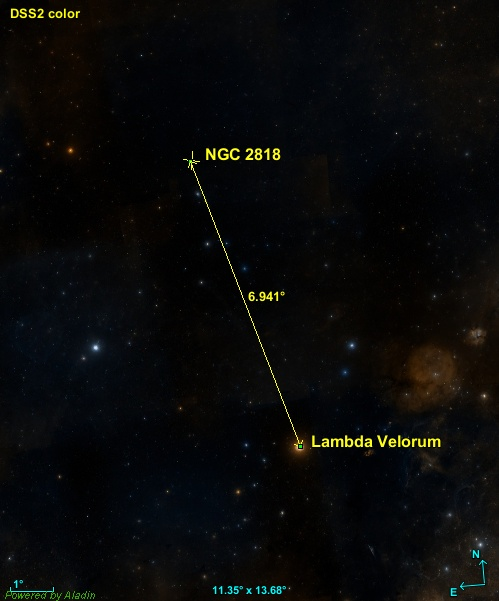
Position de NGC 2818 par rapport à une étoile.

NGC 2818 est passablement éloignée des principales étoiles brillantes. Elle est à environ 6,9 degrés au nord-est de Lambda Velorum, une étoile de magnitude 2,23 de la constellation des Voiles.

## Caractéristiques

### Distance, taille et vitesse
La parallaxe de l'étoile centrale obtenue des mesures du satellite Gaia (Gaia EDR3) est égale à 0,031 9 ± 0,211 1 mas. Puisque l'incertitude est supérieure à la mesure, on ne peut utiliser cette valeur pour déterminer la distance de la nébuleuse. Plusieurs distances ont été proposées dans le passé, mais la meilleure estimation statistique vient de Frew et al., soit 3 000 ± 800 pc (∼9 780 al).
La taille apparente de la nébuleuse dans sa plus grande dimension est d'environ 2 minutes d'arc, ce qui, compte tenu de la distance et grâce à un calcul simple, équivaut à une taille réelle de 5,7 ± 1,5 al.
La vitesse radiale de la nébuleuse est égale à 26 ± 2 km/s,.

## Membre d'un amas ouvert?
On considère souvent NGC 2818 comme membre d'un amas ouvert (NGC 2818A). Mais, le débat de son appartenance à celui-ci n'est pas encore tranché.
Certains soutiennent que les vitesses radiales entre la nébuleuse planétaire et l'amas ouvert indiquent que les deux objets ne font que partager une même ligne de visée d'un observateur terrestre. Cependant, les données modernes plus précises obtenues par le satellite Gaia montrent selon d'autres auteurs que la nébuleuse pourrait appartenir à l'amas.
Deux articles publiés en 2020 visant à déterminer les membres de plusieurs amas, dont NGC 2818, ont conclu que la nébuleuse appartenait à l'amas,. Sharmila et ses collègues ont utilisé les données du « GAIA EARLY DATA RELEASE 3 (GAIA EDR3) » pour l'étoile centrale de la nébuleuse planétaire. La distance de la nébuleuse est de 3 000 ± 800 pc et celle de l'amas ouvert est estimée à 3 250 ± 300 pc (∼10 600 al). Cette distance a été proposée par Sun et al. en 2021 et elle n'est pas très différente de la distance de la nébuleuse. De plus, la vitesse héliocentrique de la nébuleuse de 26 ± 2 km/s est semblable à celle de l'amas suggérant qu'elle en est un membre.
Cependant, les mouvements propres indiqués par Gaia EDR3 en ascension droite et en déclinaison sont μα = −3,712 ± 0,185 mas et μδ = 4,94 ± 0,180 mas, soit une estimation de 11% que cette étoile appartienne à l'amas. Néanmoins, l'étoile se situe à proximité des membres de l'amas, ce qui implique qu'elle est probablement membre de celui-ci.

## Structure et âge

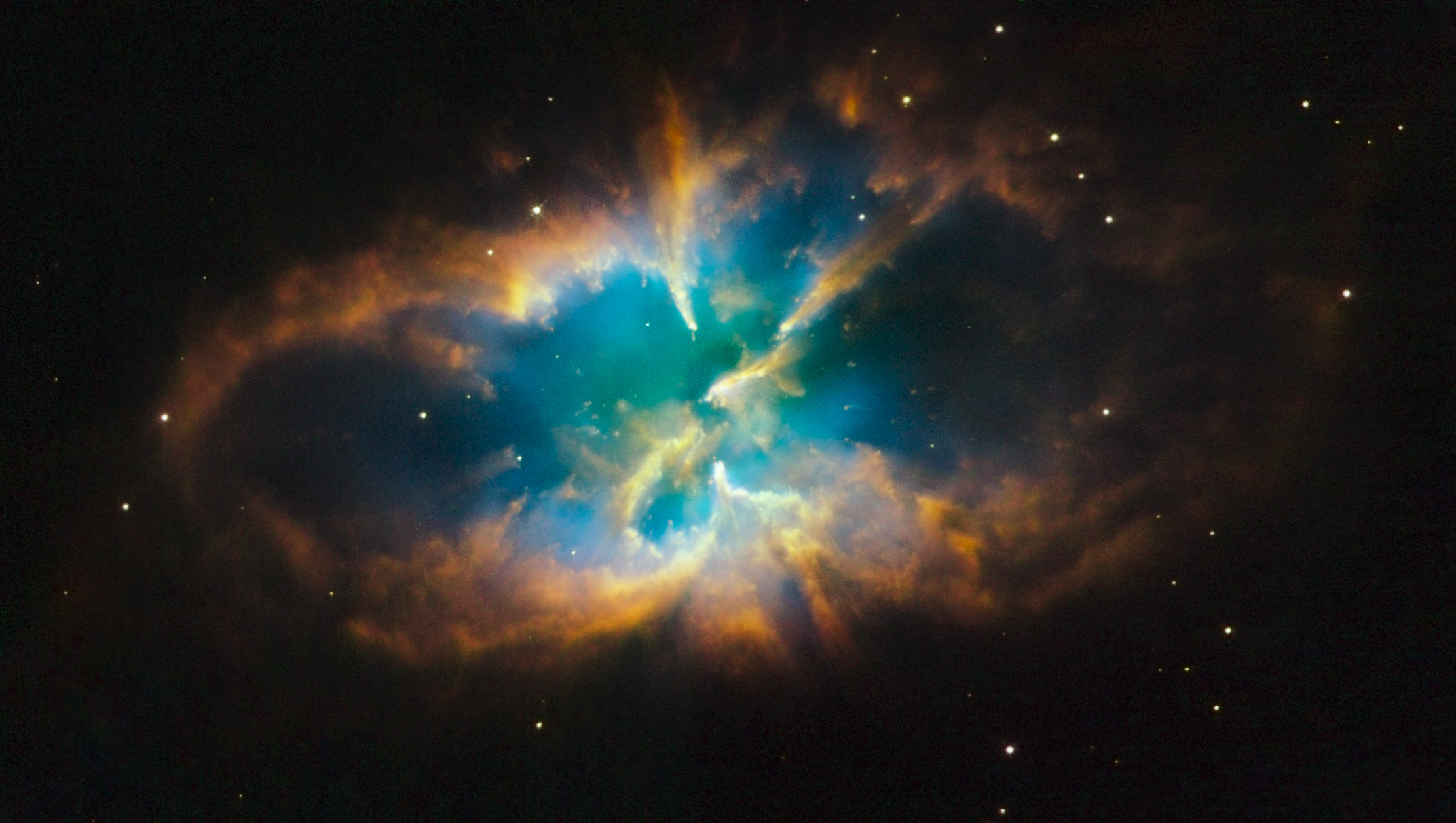
NGC 2818 par le Télescope spatial Hubble.

NGC 2818 est une nébuleuse bipolaire probablement déformée par un vent stellaire. Sa région centrale est potentiellement ce qui reste d'une activité équatoriale amplifiée. Un grand nombre de nœuds cométaires sont situés près du centre de la nébuleuse.
L'âge cinématique d'une nébuleuse planétaire peut être estimé à partir de sa vitesse d'expansion. Les vitesse d'expansion aux pôles et à l'équateur de NGC 2818 sont respectivement de 105 km/s et de 20 km/s, ce qui permet d'estimer son âge cinématique à 8400 ± 3400 années. La température de l'étoile centrale est d'environ 160 kK.